# Diocesi di Agropoli
La diocesi di Agropoli (in latino: Dioecesis Acropolitana) è una sede soppressa e sede titolare della Chiesa cattolica.

## Storia
Agropoli fu un'antica sede vescovile della Lucania. Tuttavia se ne conosce l'esistenza solo per una lettera di papa Gregorio Magno scritta attorno al 592 al vescovo Felice, al quale comanda la visita apostolica delle vicine diocesi, rimaste senza pastore, di Velia, di Blanda e di Bussento.
Alcuni autori, tra cui Lanzoni e Duchesne, ipotizzano che il Felice di cui parla papa Gregorio Magno sia in realtà un vescovo di Paestum che, a causa dell'invasione dei Longobardi, che ha reso orfane le sedi menzionate dal pontefice, si sia rifugiato ad Agropoli, fortezza bizantina. Aggiunge Lanzoni che «in quel tempo, causa l'invasione dei Longobardi, altri vescovi si traslocarono da uno ad altro luogo della loro diocesi, e da questa seconda residenza presero il nome». Posta in questi termini, l'esistenza di una diocesi ad Agropoli sarebbe «un falso storico».
Dal 1968 Agropoli è annoverata tra le sedi vescovili titolari della Chiesa cattolica; dal 12 dicembre 2002 l'arcivescovo, titolo personale, titolare è Pedro López Quintana, nunzio apostolico in Austria.

## Cronotassi dei vescovi
- Felice † (menzionato nel 592)

## Cronotassi dei vescovi titolari
- John Paul Elford † (15 luglio 1968 - ottobre 1968 dimesso) (vescovo eletto)

- Zenon Grocholewski † (21 dicembre 1982 - 21 febbraio 2001 nominato cardinale diacono di San Nicola in Carcere)
- Marc Ouellet, P.S.S. (3 marzo 2001 - 15 novembre 2002 nominato arcivescovo di Québec)
- Pedro López Quintana, dal 12 dicembre 2002